# Slovenski Top Model
Slovenski Top Model (tiếng Anh: Slovenia's Top Model) là một chương trình truyền hình thực tế ở Slovenia dựa trên America's Next Top Model của Tyra Banks. Các thí sinh từ Slovenia sẽ cạnh tranh với nhau trong một loạt các cuộc thi để xác định ai sẽ giành chiến thắng danh hiệu Slovene Top Model với hy vọng là sẽ có một tương lai thành công trong ngành người mẫu. Chương trình được tổ chức bởi người mẫu Slovene - Nuša Šenk, người cũng là giám khảo chính với một số chuyên gia ngành công nghiệp phục vụ như các vị giám khảo khách mời.
Mùa đầu tiên bắt đầu phát sóng vào ngày 22 tháng 9 năm 2010 và đêm chung kết được phát sóng chính xác ba tháng sau đó. Maja Fučak, 16 tuổi từ Koper là người chiến thắng của chương trình. Với các giải thưởng, cô giành được:
- 1 hợp đồng người mẫu với Alen Kobilica Models
- Lên ảnh bìa tạp chí Elle
- Trở thành gương mặt mới cho Maybelline New York
- 1 chiếc Seat Ibiza
- 1 chiếc điện thoại HTC Desire HD từ Si.Mobil cùng 2 năm sử dụng gói điện thoại di động Orto Muziq
- 1 chiếc vali từ Samsonite

## Mùa
| Mùa | Phát sóng           | Quán quân  | Á quân         | Các thí sinh theo thứ tự bị loại | Tổng số thí sinh | Điểm đến quốc tế               |
| --- | ------------------- | ---------- | -------------- | --- | ---------------- | ------------------------------ |
| 1   | 22 tháng 9 năm 2010 | Maja Fučak | Tina Grebenšek | Aleksandra Kastrevec, Lejla Šabić (dừng cuộc thi), Senta Margan, Maja Bulog, Samanta Rejc-Debevec, Kamila Perko (dừng cuộc thi), Ana Rant, Nika Matavž, Nika Mihelčič, Sara Ana Pelko, Martina Cifer, Lea Bernetič | 14               | Zakynthos Grado Milan Belgrade |

## Các thí sinh
(Tuổi tính từ ngày dự thi)
| Thí sinh             | Tuổi | Chiều cao               | Quê quán       | Bị loại ở | Hạng               |
| -------------------- | ---- | ----------------------- | -------------- | --------- | ------------------ |
| Aleksandra Kastrevec | 20   | 1,73 m (5 ft 8 in)      | Novo Mesto     | Tập 2     | 14                 |
| Lejla Šabić          | 16   | 1,79 m (5 ft 10+1⁄2 in) | Koper          | Tập 3     | 13 (dừng cuộc thi) |
| Senta Margan         | 20   | 1,78 m (5 ft 10 in)     | Maribor        | Tập 4     | 12                 |
| Maja Bulog           | 19   | 1,77 m (5 ft 9+1⁄2 in)  | Ljubljana      | Tập 5     | 11                 |
| Samanta Rejc-Debevec | 21   | 1,69 m (5 ft 6+1⁄2 in)  | Domžale        | Tập 6     | 10                 |
| Kamila Perko         | 21   | 1,81 m (5 ft 11+1⁄2 in) | Brestanica     | Tập 7     | 9 (dừng cuộc thi)  |
| Ana Rant             | 20   | 1,81 m (5 ft 11+1⁄2 in) | Škofja Loka    | Tập 8     | 8                  |
| Nika Matavž          | 16   | 1,74 m (5 ft 8+1⁄2 in)  | Slovenj Gradec | Tập 10    | 7–6                |
| Nika Mihelčič        | 20   | 1,80 m (5 ft 11 in)     | Ljubljana      | Tập 10    | 7–6                |
| Sara Ana Pelko       | 22   | 1,72 m (5 ft 7+1⁄2 in)  | Ljubljana      | Tập 11    | 5                  |
| Martina Cifer        | 22   | 1,71 m (5 ft 7+1⁄2 in)  | Grosuplje      | Tập 12    | 4                  |
| Lea Bernetič         | 16   | 1,68 m (5 ft 6 in)      | Sežana         | Tập 13    | 3                  |
| Tina Grebenšek       | 21   | 1,80 m (5 ft 11 in)     | Velenje        | Tập 14    | 2                  |
| Maja Fučak           | 16   | 1,72 m (5 ft 7+1⁄2 in)  | Koper          | Tập 14    | 1                  |

## Các tập

### Tập 1: Familiarization day for girls at Fužine Castle
Khởi chiếu: 22 tháng 9 năm 2010
Từ hơn 300 cô gái đăng kí dự thi, 22 thí sinh bán kết từ khắp cả nước đã được chọn và được đưa đến lâu đài Fužine ở Ljubljana để bắt đầu cuộc thi. Sau đó, họ đã có một buổi phỏng vấn với ban giám khảo và sau khi tất cả đã phỏng vấn xong, ban giám khảo đã quyết định sẽ chia tay 3 cô gái ra khỏi cuộc thi.
Ngày hôm sau, 19 thí sinh còn lại được gặp cố vấn của họ là Irena Lušičić và đã có buổi chụp hình đầu tiên trong áo tắm và trong lúc buổi chụp hình đang diễn ra, Sara Ana đã phải nhập viện vì bị chóng mặt. Vào buổi đánh giá đầu tiên, 14 cô gái đã được chọn và sẽ bước vào cuộc thi. Sau đó, họ đã được di chuyển tới căn hộ của mình.
- Nhiếp ảnh gia: Miran Juršič

### Tập 2: Girls at the first fashion show in Koper
Khởi chiếu: 29 tháng 9 năm 2010
Irena đã đến thăm 14 cô gái tại căn hộ và thông báo rằng họ sẽ được một buổi tẩy lông da trên người. Sau đó, từ vụ việc ở tập trước thì Sara Ana đã phải sử dụng que thử thai để kiểm tra xem mình có thể ở lại cuộc thi được hay không, và kết quả là ra âm tính, nghĩa là cô vẫn được ở lại cuộc thi. Ngày hôm sau, họ đã có một buổi tập luyện catwalk với người mẫu Urška Šabec, trước khi họ được đưa tới Koper cho thử thách trình diễn thời trang cho bộ sưu tập Thu-Đông 2010/2011 của S.oliver. Kết quả là Maja B. chiến thắng thử thách và cô chọn Aleksandra để nhận thưởng là một buổi mátxa tại spa Sense Wellness của khách sạn. Sau đó, các cô gái được di chuyển tới Kamnik.
Ngày tiếp theo, họ được đưa tới núi Kamnik–Savinja cho buổi chụp hình tiếp theo hóa thân thành những nàng tộc tiên trên núi. Quay về căn hộ, Nuša và người mẫu Alen Kobilica đã có một buổi nói chuyện với các cô gái. Vào buổi đánh giá ngày hôm sau với sự xuất hiện của giám khảo khách mời là Urška Šabec, họ đã có thử thách trình diễn thời trang trong khi xử lí áo khoác. Kết quả là Kamila là người được gọi tên đầu tiên còn Aleksandra là thí sinh đầu tiên bị loại.
- Nhiếp ảnh gia: Fulvio Grissoni
- Khách mời đặc biệt: Urška Šabec, Alen Kobilica

### Tập 3: A fresh face for the perfect portrait
Khởi chiếu: 6 tháng 10 năm 2010
13 cô gái còn lại được đưa đến tiệm salon Mic Styling để nhận diện mạo mới của mình. Quay về căn hộ, mỗi người đã được nhận 2 phút để gọi điện thoại cho người thân. Ngày hôm sau, họ đã có một thử thách trang điểm gương mặt trong 10 phút, trong khi sẽ chỉ có duy nhất 1 chiếc gương để các cô gái sử dụng. Kết quả là Samanta chiến thắng thử thách và sẽ nhận được một buổi học trang điểm từ chuyên gia trang điểm Martina Vrhovnik. Trong khi đó tại căn hộ, Lejla cảm thấy không khỏe trong người nên cô đã phải nhập viện.
Ngày tiếp theo, họ đã có buổi chụp hình chân dung thể hiện cảm xúc cho Maybelline, trong khi đó thì Lejla đã xuất viện và ngay lập tức quay về căn hộ thu dọn đồ đạc và rời khỏi cuộc thi. Vào buổi đánh giá ngày hôm sau với sự xuất hiện của giám khảo khách mời là Simona Rupar, Kamila là người được gọi tên đầu tiên còn Maja B. là thí sinh tiếp theo bị loại, nhưng vì Lejla đã dừng cuộc thi tuần này nên cô sẽ được ở lại cuộc thi.
- Nhiếp ảnh gia: Mitja Božič
- Khách mời đặc biệt: Matjaž Šiška, Martina Vrhovnik, Simona Rupar

### Tập 4
Khởi chiếu: 13 tháng 10 năm 2010
Irena và huấn luyện viên thể dục Karin Ziherl đã đến gặp 12 cô gái còn lại tại căn hộ để cho họ biết về tầm quan trọng của thể dục. Sau đó, họ đã được kiểm tra cân nặng trước khi tham gia vào một buổi tập thể dục. Các cô gái sau đó đã có thử thách chụp hình cho quyển lịch của xe Seat Ibiza, Tina chiến thắng thử thách và cô chọn Sara Ana để nhận thưởng là một buổi đua xe với tay đua Andrej Jereb.
Ngày hôm sau, họ đã có buổi chụp hình tiếp theo, lần này họ sẽ bị khỏa thân và tạo dáng bên dưới dòng nước vàng. Vào buổi đánh giá ngày tiếp theo, Lea là người được gọi tên đầu tiên còn Senta là thí sinh tiếp theo bị loại.
- Nhiếp ảnh gia: Aleš Bravničar
- Khách mời đặc biệt: Karin Ziherl, Mitja Benčina, Aleksander Štokelj, Andrej Jereb

### Tập 5: Glamour, prestige and glitz
Khởi chiếu: 20 tháng 10 năm 2010
11 cô gái còn lại đã có một buổi học tạo dáng với Nuša. Quay về căn hộ, Sara Ana đã vô tình bị chấn thương ở khuỷu tay trong lúc chơi đùa cùng các cô gái khác. Ngày hôm sau, họ đã có thử thách chụp hình cho sản phẩm làm tóc Remington, khi họ sẽ hóa thân thành cô gái nữ tính và gợi cảm trong khi tạo dáng trên một chiếc xích đu với lông vũ xung quanh họ. Kết quả là Lea chiến thắng thử thách và sẽ trở thành gương mặt đại diện cho Remington.
Ngày tiếp theo, họ được đưa tới khách sạn Kempinski Palace ở Portorož cho buổi chụp hình chân dung cho trang sức Zlatarna Celje, khi họ sẽ hóa thân thành những cô gái danh ca cổ điển và hiện đại. Vào buổi đánh giá ngày hôm sau, Lea là người được gọi tên đầu tiên còn Maja B. là thí sinh tiếp theo bị loại. Sau khi buổi loại trừ kết thúc, 10 các cô gái còn lại được giải trí tại một bữa tiệc do chương trình tổ chức.
- Nhiếp ảnh gia: Mitja Božič
- Khách mời đặc biệt: Lilijana Malič, Mimi Antolovič

### Tập 6: Water
Khởi chiếu: 27 tháng 10 năm 2010
Irena và giám khảo Petra đã đến gặp 10 cô gái còn lại tại căn hộ để kiểm tra phong cách cá nhân của họ. Sau đó, họ được đưa tới cửa hàng thời trang Mango và đã được bắt cặp cho thử thách phối đồ cho một người, nhưng người sẽ phối đồ cho đồng đội mới là người được tham gia vào thử thách. Kết quả là Lea chiến thắng thử thách và nhận được một chuyến mua sắm tại Mango trị giá €250. Quay về căn hộ, mỗi người nhận được một quyển sách hướng dẫn chụp ảnh để đọc.
Ngày hôm sau, họ được đưa tới nhà ga xe lửa Ljubljana cho thử thách trở thành nhiếp ảnh gia, khi họ sẽ phải chụp hình và chỉ đạo công việc của các cô gái khác trong tấm hình mình đang chụp. Kết quả là Lea một lần nữa chiến thắng thử thách và nhận được một chiếc máy ảnh Nikon D5000. Ngày tiếp theo, họ được đưa tới một bể bơi cho buổi chụp hình tiếp theo hóa thân thành rôbốt tương lai, trong khi họ sẽ phải tạo dáng ở dưới mặt nước. Vào buổi đánh giá ngày hôm sau có sự xuất hiện giám khảo khách mời là Matjaž Tančič, Lea là người được gọi tên đầu tiên còn Samanta là thí sinh tiếp theo bị loại.
- Nhiếp ảnh gia: Matjaž Tančič

### Tập 7
Khởi chiếu: 3 tháng 11 năm 2010
9 cô gái còn lại đã có một buổi học luyện giọng từ ca sĩ và huấn luyện viên thuyết trình, Anja Tomažin. Ngày hôm sau, họ được gặp lại Anja cùng với tổng giám đốc của Si.mobil, Eva Aljančič, cho thử thách hóa thân thành người phát ngôn cho gói điện thoại di động Orto Muziq trước một đám đông và một buổi phỏng vấn với phóng viên Meta Kač ngay sau khi họ kết thúc buổi thuyết trình của mình. Kết quả là Tina chiến thắng thử thách và cô sẽ trở thành đại sứ cho Orto Muziq, cùng với việc cô sẽ nhận một phần thưởng nữa là một bữa tối với bạn trai của cô.
Ngày tiếp theo, họ đã có buổi chụp hình tiếp theo cho Orto Muziq, khi họ hóa thân thành những cô gái năng nổ, vui nhộn và đầy tính sáng tạo trong khi tạo dáng theo nhóm 3 người với 2 người đứng sau tạo dáng làm nền cho người chính. Vào buổi đánh giá ngày hôm sau có sự xuất hiện giám khảo khách mời là Eva Aljančič, Kamila đã gây sốc khi cô muốn dừng cuộc thi vì không thể chịu đựng được thời gian trong ngành người mẫu. Chính vì thế, các cô gái còn lại đều được an toàn và Tina là người được gọi tên đầu tiên.
- Nhiếp ảnh gia: Miran Juršič
- Khách mời đặc biệt: Anja Tomažin, Eva Aljančič, Meta Kač

### Tập 8
Khởi chiếu: 10 tháng 11 năm 2010
8 cô gái còn lại được đưa tới trụ sở của tạp chí Elle và từng người một đã được tổng biên tập Urška Božič kiểm tra kiến thức trong ngành thời trang. Ngày hôm sau, họ được gặp Irena và đại sứ của Unicef, Lado Leskovar, cho một buổi làm búp bê vải với sự trợ giúp của các nhà thiết kế để dành tặng cho những trẻ em gặp khó khăn. Các cô gái sau nhận được bất ngờ khi người thân của họ đến thăm họ.
Ngày tiếp theo, họ đã có buổi chụp hình tiếp theo hóa thân thành người chị gái bảo vệ, khi họ sẽ phải tạo dáng cùng với một đứa bé. Vào buổi đánh giá ngày hôm sau, Maja F. là người được gọi tên đầu tiên còn Ana là thí sinh tiếp theo bị loại.
- Nhiếp ảnh gia: Mimi Antolovič
- Khách mời đặc biệt: Urška Božič, Lado Leskovar

### Tập 9
Khởi chiếu: 17 tháng 11 năm 2010
7 cô gái còn lại đã có một ngày trải nghiệm mạo hiểm tại khu công viên vượt chướng ngại vật Pohorje ở Maribor. Ngày hôm sau, họ được gặp Irena cùng với tổng giám đốc của Modiana Beautique, Romana Kramar, cho thử thách tạo dáng như manơcanh trước cửa kính của một cửa hàng. Kết quả là Maja F. chiến thắng thử thách và sẽ trở thành gương mặt đại diện cho Modiana Beautique, cùng với việc cô sẽ nhận một phần thưởng nữa là một bộ nước hoa từ Nina Ricci.
Ngày tiếp theo, họ được gặp Milan tại một khu nhà máy bỏ hoang cho buổi chụp hình tiếp theo phong cách 3D, khi họ sẽ hóa thân thành những người tí hon tạo dáng trước những chiếc ghế khổng lồ cùng với những con rắn ở khắp xung quanh họ. Sau khi buổi chụp hình kết thúc, các cô gái nhận được một bất ngờ từ Milan là họ sau đó sẽ được một buổi tối giải trí trong hộp đêm. Vào buổi đánh giá ngày hôm sau có sự xuất hiện giám khảo khách mời là Matjaž Tančič, Nuša thông báo rằng những ai vượt qua được buổi loại trừ lần này sẽ được bay đến Zakynthos. Kết quả là Maja F. là người được gọi tên đầu tiên còn Martina và Nika Mi. rơi vào cuối bảng, nhưng Nuša sau đó thông báo rằng là sẽ không có ai bị loại.
- Nhiếp ảnh gia: Matjaž Tančič
- Khách mời đặc biệt: Klemen Rutar, Romana Kramar

### Tập 10
Khởi chiếu: 24 tháng 11 năm 2010
7 cô gái còn lại được đưa tới Zakynthos và sau đó được di chuyển tới khách sạn của mình. Ngày hôm sau, họ được đưa tới một khu bãi biển cho thử thách quay quảng cáo cho công ty du lịch Palma Travel, trong khi họ phải ngồi trước bãi biển và sau đó nói lời thoại của mình. Kết quả là Martina chiến thắng thử thách và sẽ được xuất hiện trong chiến dịch quảng cáo cho Palma Travel, cùng với việc cô chọn Nika Mi. để nhận một phần thưởng nữa là một bữa tối trong nhà hàng.
Ngày hôm sau, họ đã được hướng dẫn viên du lịch từ Palma Travel Marjeta Rupnik dẫn đi tham quan một số địa điểm ở Zakynthos. Ngày tiếp theo, họ đã có buổi chụp hình tiếp theo cho S.oliver, khi họ sẽ tạo dáng cùng với một người mẫu nam ở bãi biển và cả hai sẽ phải hôn nhau. Sau đó, họ đã được thư giãn và dạo phố trước khi quay về Ljubljana. Vào buổi đánh giá ngày hôm sau có sự xuất hiện giám khảo khách mời là Aleš Bravničar, Maja F. là người được gọi tên đầu tiên còn Nika Ma. và Nika Mi. là 2 thí sinh tiếp theo bị loại.
- Nhiếp ảnh gia: Aleš Bravničar
- Khách mời đặc biệt: Neja Petek, Yiannis Loukisas, Marjeta Rupnik

### Tập 11: Milan, here we come
Khởi chiếu: 1 tháng 12 năm 2010
5 cô gái còn lại đã thu dọn đồ đạc và được di chuyển tới khách sạn Kempinski Palace ở Portorož. Ngày hôm sau, họ được đưa tới một khu cánh đồng hoang ở Grado cho buổi chụp hình tiếp theo hóa thân thành thiếu nữ làng đánh cá. Ngày tiếp theo, họ đã có một buổi tập thể dục và tập luyện catwalk từ biên đạo múa Azra Selimanović, trước khi quay lại khách sạn để chuẩn bị cho buổi trình diễn bộ sưu tập Thu/Đông 2010-2011 của Mango
Ngày hôm sau, Nuša thông báo kết quả là Lea là người tốt nhất trong buổi trình diễn thời trang ngày hôm qua và cô sẽ có một buổi chụp hình cho trang biên tập của tạp chí Cosmopolitan, và còn thông báo rằng là những ai vượt qua được buổi loại trừ lần này sẽ được đưa tới Milan. Vào buổi đánh giá, Tina là người được gọi tên đầu tiên còn Sara Ana là thí sinh tiếp theo bị loại. Sau khi buổi loại trừ kết thúc, 4 cô gái còn lại được đưa tới Milan và được di chuyển tới khách sạn của mình.
- Nhiếp ảnh gia: Tomo Brejc
- Khách mời đặc biệt: Urška Šabec, Azra Selimanović

### Tập 12: Survived Milan
Khởi chiếu: 8 tháng 12 năm 2010
4 cô gái còn lại đã có một buổi dạo phố tại Milan. Sau đó, họ đã có một buổi casting với Paola Redaelli tại Urban Management, trước khi họ được chia cặp với nhau khi Maja F. & Martina sẽ đi casting cho Privalia Italia còn Lea & Tina sẽ đi casting cho YOOX.
Ngày hôm sau, họ đã có buổi chụp hình tiếp theo trong đồ lót, nhưng bức ảnh họ sẽ chụp là một bức ảnh phân thân nên các cô gái sẽ phải tỏ ra 5 biểu cảm khác nhau trên bức hình. Vào buổi đánh giá ngày tiếp theo sau khi tất cả đã quay về Ljubljana, Maja F. là người được gọi tên đầu tiên còn Martina là thí sinh cuối cùng bị loại.
- Nhiếp ảnh gia: Paolo Esposito
- Khách mời đặc biệt: Paola Redaelli

### Tập 13
Khởi chiếu: 15 tháng 12 năm 2010
3 cô gái còn lại đã có thử thách chụp hình hóa thân thành 2 nhân vật trong giới thời trang và kết quả là Maja F. chiến thắng thử thách. Sau đó, họ đã có một bữa tối với ban giám khảo.
Ngày hôm sau, họ được đưa tới một nhà máy công nghiệp cho buổi chụp hình tiếp theo hóa thân những người máy thời trang cao cấp. Vào buổi đánh giá ngày tiếp theo, Tina là thí sinh vào chung kết đầu tiên, Maja F. là thí sinh tiếp theo còn Lea là thí sinh cuối cùng bị loại.
- Nhiếp ảnh gia: Fulvio Grissoni
- Khách mời đặc biệt: Aleksandra Štoklja

### Tập 14: In the end, there is only room for one
Khởi chiếu: 22 tháng 12 năm 2010
Maja F. và Tina đã có buổi chụp hình cuối cùng cho ảnh bìa tạp chí Elle. Quay về căn hộ, họ đã bất ngờ khi biết rằng họ sẽ được đến Belgrade cho buổi trình diễn thời trang cuối cùng tại Belgrade Fashion Week. Ngày hôm sau, họ đã thu dọn đồ đạc để rời khỏi ngôi nhà chung trước khi được đưa tới Belgrade.
Ngày tiếp theo, họ đã có buổi trình diễn thời trang cuối cùng cho bộ sưu tập Thu-Đông 2010 của JSP Fashion tại Belgrade Fashion Week. Vào buổi đánh giá cuối cùng ngày hôm sau sau khi cả 2 quay về Ljubljana, Maja F. đã trở thành quán quân của Slovenski Top Model
- Nhiếp ảnh gia: Mitja Božič
- Khách mời đặc biệt: Jelena Proković, Svetlana Proković

## Thứ tự gọi tên
| 1  | Ana        | Kamila     | Kamila   | Lea      | Lea      | Lea      | Tina     | Maja F.  | Maja F.          | Maja F.           | Tina    | Maja F. | Tina    | Maja F. |  |  |  |  |
| 2  | Senta      | Lea        | Ana      | Tina     | Samanta  | Tina     | Lea      | Tina     | Tina             | Tina              | Lea     | Lea     | Maja F. | Tina    |  |  |  |  |
| 3  | Sara       | Martina    | Martina  | Samanta  | Ana      | Maja F.  | Martina  | Martina  | Sara             | Lea               | Maja F. | Tina    | Lea     |         |  |  |  |  |
| 4  | Martina    | Senta      | Nika Mi. | Nika Mi. | Maja F.  | Sara     | Maja F.  | Lea      | Lea              | Martina           | Martina | Martina |         |         |  |  |  |  |
| 5  | Lejla      | Nika Mi.   | Maja F.  | Kamila   | Nika Ma. | Nika Ma. | Sara     | Nika Mi. | Nika Ma.         | Sara              | Sara    |         |         |         |  |  |  |  |
| 6  | Maja B.    | Ana        | Sara     | Martina  | Martina  | Nika Mi. | Nika Mi. | Nika Ma. | Martina Nika Mi. | Nika Ma. Nika Mi. |         |         |         |         |  |  |  |  |
| 7  | Tina       | Tina       | Lea      | Maja B.  | Nika Mi. | Kamila   | Nika Ma. | Sara     | Martina Nika Mi. | Nika Ma. Nika Mi. |         |         |         |         |  |  |  |  |
| 8  | Nika Ma.   | Maja B.    | Samanta  | Nika Ma. | Kamila   | Ana      | Ana      | Ana      |                  |                   |         |         |         |         |  |  |  |  |
| 9  | Maja F.    | Lejla      | Tina     | Maja F.  | Sara     | Martina  | Kamila   |          |                  |                   |         |         |         |         |  |  |  |  |
| 10 | Nika Mi.   | Nika Ma.   | Nika Ma. | Ana      | Tina     | Samanta  |          |          |                  |                   |         |         |         |         |  |  |  |  |
| 11 | Kamila     | Samanta    | Senta    | Sara     | Maja B.  |          |          |          |                  |                   |         |         |         |         |  |  |  |  |
| 12 | Aleksandra | Sara       | Maja B.  | Senta    |          |          |          |          |                  |                   |         |         |         |         |  |  |  |  |
| 13 | Lea        | Maja F.    | Lejla    |          |          |          |          |          |                  |                   |         |         |         |         |  |  |  |  |
| 14 | Samanta    | Aleksandra |          |          |          |          |          |          |                  |                   |         |         |         |         |  |  |  |  |

     Thí sinh bị loại
     Thí sinh không bị loại khi rơi vào cuối bảng
     Thí sinh dừng cuộc thi
     Thí sinh ban đầu bị loại nhưng được cứu
     Thí sinh chiến thắng cuộc thi
- Tập 1 là tập casting. Từ 22 cô gái đã giảm xuống còn 14 người cuối cùng sẽ chuyển sang cuộc thi chính. Thứ tự gọi tên này không phản ánh tới phần thể hiện của họ.
- Trong tập 3, Lejla buộc phải dừng cuộc thi vì lí do sức khỏe. Vì vậy, Maja B., người sẽ bị loại trong tập đó, được an toàn.
- Trong tập 7, Kamila dừng cuộc thi vì lí do cá nhân. Vì vậy, không có ai bị loại trong tập đó.

### Buổi chụp hình
- Tập 1: Áo tắm (casting)
- Tập 2: Nàng tộc tiên trên núi
- Tập 3: Ảnh chân dung vẻ đẹp cho Maybelline
- Tập 4: Khỏa thân trong dòng nước vàng
- Tập 5: Ảnh chân dung nữ danh ca
- Tập 6: Chụp hình dưới nước
- Tập 7: Chiến dịch quảng cáo cho Orto Muziq
- Tập 8: Người chị gái bảo vệ em bé
- Tập 9: Ảnh 3D tạo dáng trên ghế với rắn
- Tập 10: Cảnh hôn bên người mẫu nam trong chiến dịch quảng cáo cho S.oliver
- Tập 11: Thiếu nữ làng đánh cá
- Tập 12: Đồ lót
- Tập 13: Tạo dáng trong nhà máy công nghiệp
- Tập 14: Ảnh bìa tạp chí Elle